# Aseptični meningitis
Aseptični meningitis je vnetje možganskih ovojnic (mening), ob katerem je v likvorju povečano število limfocitov (limfocitna pleocitoza), s standardnimi barvanji in kulturami likvorja pa ne moremo prikazati povzročitelja. Najpogostejši povzročitelji so virusi. Ostali vzroki so lahko infekcijski ali neinfekcijski. Kaže se z vročino, glavobolom, in meningealnimi znaki. Virusni aseptični meningitis po navadi sam izzveni. Zdravljenje je po navadi simptomatsko (lajšanje težav).

## Etiologija
Vzrokov za aseptični meningitis je mnogo in jih v glavnem delimo na infekcijske (virusi, rikecije, spirohete in paraziti) ter neinfekcijske (tumorji znotraj lobanje, ciste, zdravila, sistemske bolezni...).
Virusi povzročajo vsaj 70% primerov. Enterovirusi (echovirusi, coxsackievirusi, in enterovirusi 68 do 71) povzročajo največ primerov aseptičnega meningitisa. Prenašajo se fekalno-oralno, prek okužene hrane, vstopijo v prebavila in se razširijo po krvi.
Drugi najpogostejši povzročitelji so virus herpesa simplex tipa 2 (HSV-2), HIV in virusi, ki jih prenašajo členonožci (artropodi), npr. klopi. Virus mumpsa je pogost povzročitelj po svetu, a je na Slovenskem postal redkejši zaradi cepljenja.
Mollaretov meningitis je posebna oblika ponavljajočih se aseptičnih meningitisov, ki spontano izzvenijo. Značilni so veliki atipični monociti v likvorju. Povzroča ga HSV-2 v povezavi z genitalnim herpesom; večina bolnikov ne ve, da je bila izpostavljena tej okužbi.
Virusi, ki povzročajo encefalitis, tipično povzročajo tudi blag aseptični meningitis.
Nekatere bakterije lahko povzročajo aseptični meningiitis. To so spirohete (Treponema pallidum pri sifilisu, borelija pri boreliozi, leptospira) in rikecije (pri tifusu, erlihiozi...). Spremembe likvorja so lahko prehodne ali kronične.
Bakterijske okužbe, kot so mastoiditis, sinusitis, možganski absces in infektivni endokarditis lahko spremenijo likvor tako, da spominja na aseptični meningitis, ker poteka okužba v bližini mening in sproži vnetni odziv, brez da bi bakterije dejansko bile prisotne.
Vnetje mening je lahko posledica vraščanja novotvorbe, uhajanja vsebine iz znotrajlobanjskih cist, intratekalnih zdravil, zastrupitve s svincem in dajanja kontrastnih sredstev. Redkeje je vnetje posledica sistemskega dajanja zdravil, verjetno zaradi preobčutljivostne reakcije. Najpogostejši povzročitelji so nesteroidni antiinflamatoriki (NSAI), predvsem ibuprofen, antimikrobna zdravila, imunomodulatorji (imunoglobulini, monoklonska protitelesa, ciklosporin, cepiva..).

## Patofiziologija
Virusne okužbe centralnega živčevja so zaplet sistemske virusne okužbe. Virus vstopi v živčevje prek krvi ali redkeje s širjenjem po živcih ter povroči vnetje. Meningitisi, povzročeni z zdravili so lahko posledica kemičnega draženja ali preobčutljivostne reakcije.

## Simptomi in znaki
Simptomi in znaki se po navadi razvijejo v nekaj urah. Pojavijo se vročina, glavobol, slabo počutje, otrdel vrat, neprijetni občutki ob močni svetlobi (fotofobija), zaspanost, bolečine v mišicah (mialgija) in razdražljivost. Bolnik je po navadi priseben in se ga da z lahkoto zbuditi. Motena zavest, žariščni nevrološki znaki ali epileptični napadi kažejo na encefalitis (vnetje možganovine). Meningealni znaki so manj izraziti in se pojavijo kasneje kot pri akutnem bakterijskem meningitisu. Bolniki po navadi niso v kritičnem stanju, prevladujejo lahko sistemski in nespecifični znaki. Žariščni nevrološki znaki so odsotni. Če je vzrok neinfektiven, je pogosto odsotna tudi vročina.
Čeprav povzročitelja iz znakov in simptomov ne moremo zanesljivo prepoznati, pa lahko nekateri znaki kažejo na povzročitelja. Bolečine v mišicah in vnetje srčne mišice (miokarditis) kažejo na coxsackieviruse, kožni izpuščaji na enteroviruse ali virus herpesa zostra, vnetje obušesne slinavke (parotitis) ali vnetje mod (orhitis) kažejo na virus mumpsa, bolečine v sklepih (artralgija) in povečane bezgavke (limfadenopatija) pa na HIV.

## Diagnoza in diferencialna diagnoza
Ključna pri postavitvi diagnoze je analiza likvorja in včasih pred njo še slikanje s CT.
Pri vsakem bolniku, ki ima glavobol, vročino in meningealne znake je potrebno izključiti akutni bakterijski meningitis, ki zahteva takojšnje zdravljenje z antibiotiki. Na virusne in druge aseptične meningitise je potrebno pomisliti, kadar bolnik ne izgleda hudo prizadet.
V primeru suma na neko spremembo v možganih, ki odriva možganovino, je potrebno pred lumbalno punkcijo opraviti slikanje z CT ali MRI. Na takšno spremembo kažejo npr. žariščni nevrološki izpadi ali edem papile očesnega živca (papiledem). Včasih lahko idiopatska intrakranialna hipertenzija oponaša aseptični meningitis.
Spremembe v likvorju pomagajo pri ločevanju med bakterijskim in aseptičnim meningitisom. Pri bakterijskem je glukoza po navadi znižana, proteini pa so povišani, česar pa pri aseptičnem meningitisu ne najdemo. Pri aseptičnem meningitisu se v likvorju nahajajo predvsem limfociti, če pa so prisotni nevtrofilci pa to kaže na bakterijski meningitis. Vendar pa imajo lahko nekateri bakterijski meningitisi lastnosti aseptičnih; to so delno zdravljeni bakterijski meningitisi ter meningitis, povzročen z Lysterio ali bakterijami tuberkuloze. Na tuberkulozni meningitis kažejo klinični znaki, povišani proteini v likvorju in rahlo znižana glukoza v likvorju. Pritisk likvorja je variabilen, čeprav je po navadi normalen ali rahlo dvignjen pri aseptičnem in precej visok pri bakterijskem meningitisu, je lahko precej visok tudi pri aseptičnem.
Včasih so lahko v pomoč tudi krvne preiskave. Pri bakterijskem meningitisu sta prokalcitonin in C-reaktivni protein (CRP) mnogo bolj povišana kot pri aseptičnem.
Pri virusnih meningitisih lahko specifičnega povzročitelja najhitreje identificiramo z metodo PCR (verižna reakcija s polimerazo). Dokažemo lahko enteroviruse, HSV-2, HIV, citomegaloviruse ... PCR je manj zanesljiv za dokazovanje virusa Zahodnega Nila, tega se po navadi dokazuje s titri protiteles IgM.
Z določenimi testi se poskuša dokazati tudi nevirusne povzročitelje aseptičnega meningitisa (rikecije, borelija, sifilis ...). Z zdravili povzročen meningitis se diagnosticira na podlagi izključitve ostalih povzročiteljev.
Diferencialno diagnostično pridejo v poštev meningitisi druge etiologije (zgodnji bakterijski, delno zdravljeni bakterijski, povzročen z glivami ali paraziti ...) ter subarahnoidalna krvavitev (SAK).

## Zdravljenje in prognoza
V večini primerov je diagnoza jasna in je potrebno samo dajanje tekočin (hidracija), analgetikov in antipiretikov. Če se listerijski, delno zdravljen bakterijski ali bakterijski meningitis v zgodnji fazi ne morejo izključiti, je potrbno dati antibiotike, dokler izvidi kultur ali ponavljajoče preiskave likvorja ne izključijo teh treh meningitisov.
Z zdravili povzročen meningitis izzveni, ko tega zdravila bolnik ne prejema več.
Ponavljajoče se meningitise s HSV-2 lahko zdravimo z aciklovirjem, famciklovirjem ali valaciklovirjem.
Prognoza je odvisna od povzročitelja. Večinoma se stanje ne slabša in se začne izboljševati v nekaj dneh. Večina popolnoma okreva v 2 tednih, pri nekaterih pa lahko slabo počutje in bolečine v mišicah vztrajajo še nekaj tednov.